# Esenbeckia hoguei
Esenbeckia hoguei är en tvåvingeart som beskrevs av Philip 1973. Esenbeckia hoguei ingår i släktet Esenbeckia och familjen bromsar. Inga underarter finns listade i Catalogue of Life.